# Phyllocnistis citrella
Phyllocnistis citrella (tên tiếng Anh: Citrus leafminer) là một loài loài bướm thuộc họ Gracillariidae. 
Nó có mặt đầu tiên ở Florida năm 1993, nhưng sau đó nó được tìm thấy trên khắp thế giới, bao gồm Argentina, Úc, Brasil, Trung Quốc, Corse, Costa Rica, Cuba, Ấn Độ, Israel, Malaysia, Mauritius, Nam Phi, México, Philippines, Tây Ban Nha, và Hoa Kỳ.
Sải cánh dài khoảng 5 mm.
Ấu trùng là các loài có hại cho nông nghiệp, chúng ăn cam chanh, cũng như Aegle marmelos, Atalantia, Citrofortunella microcarpa, Citrus limon, Citrus paradisi, Citrus maxima, Fortunella margarita, Murraya paniculata và Poncirus trifoliate. Larvae have also been recorded on Garcinia mangostana, Pongamia pinnata, Alseodaphne semecarpifolia, Loranthus và Jasminum sambac. Chúng ăn lá cây nơi chúng sống.

## Hình ảnh

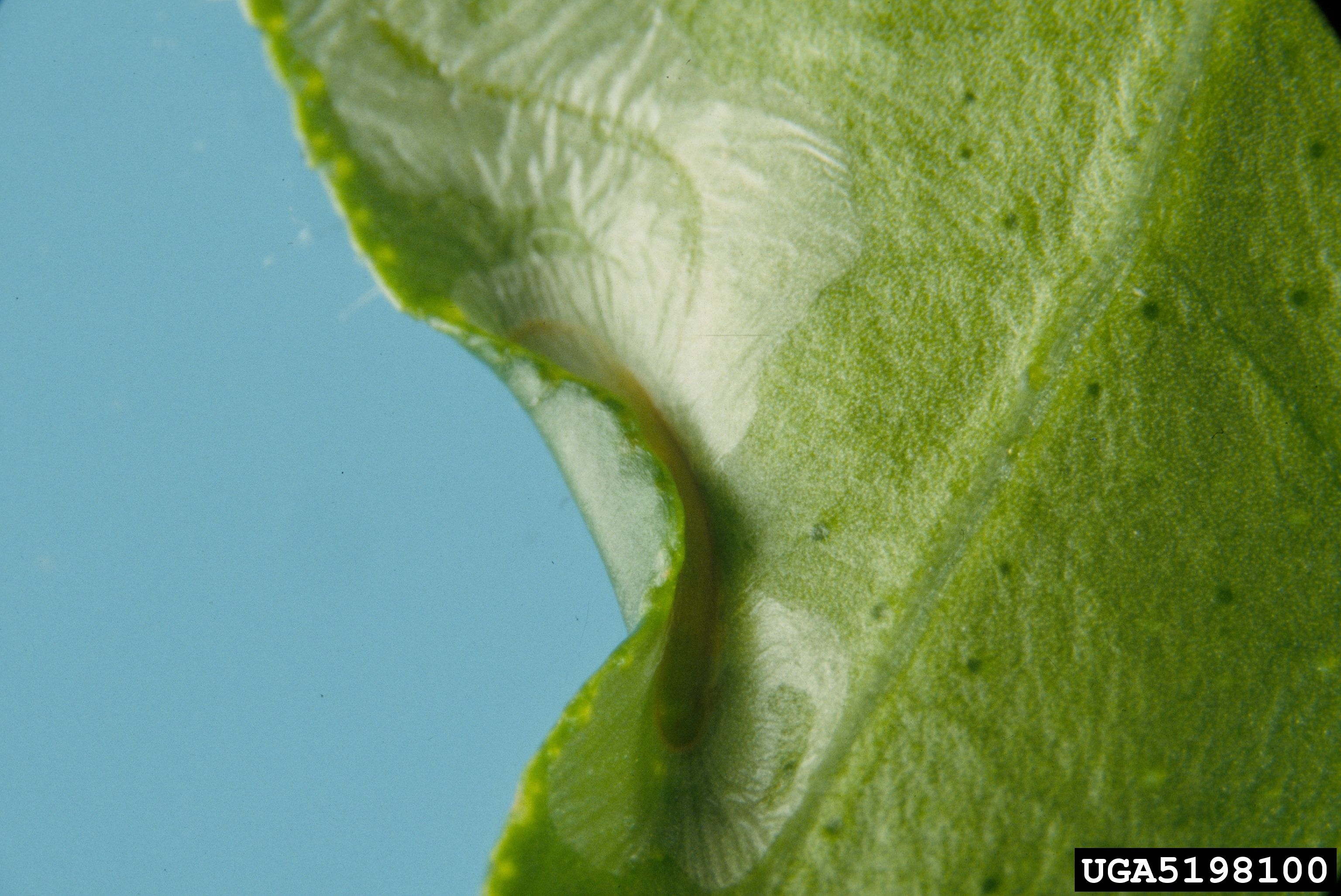
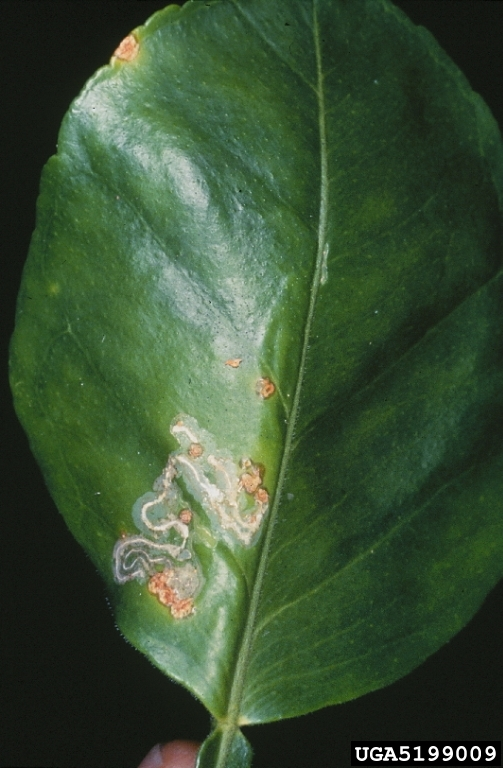
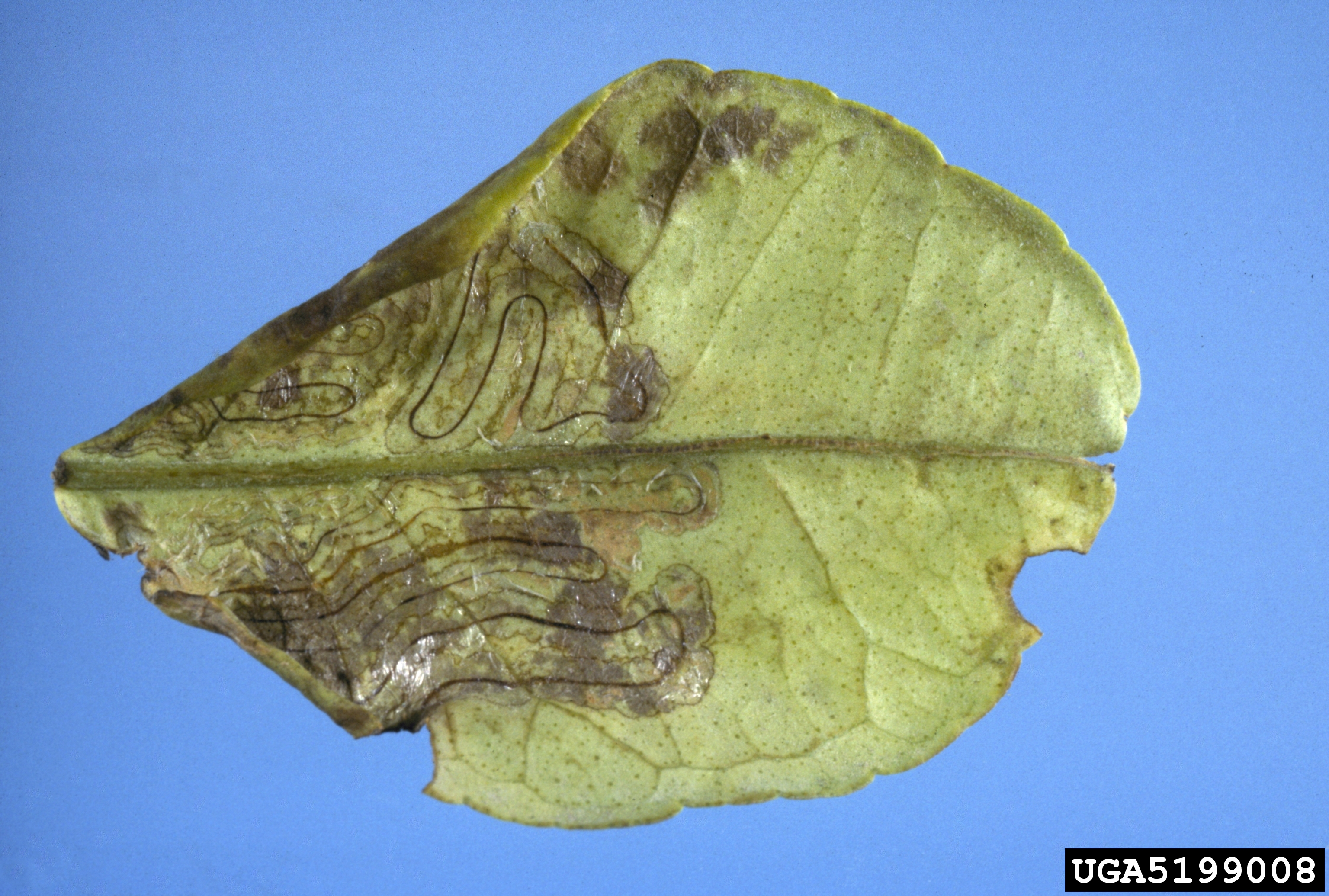
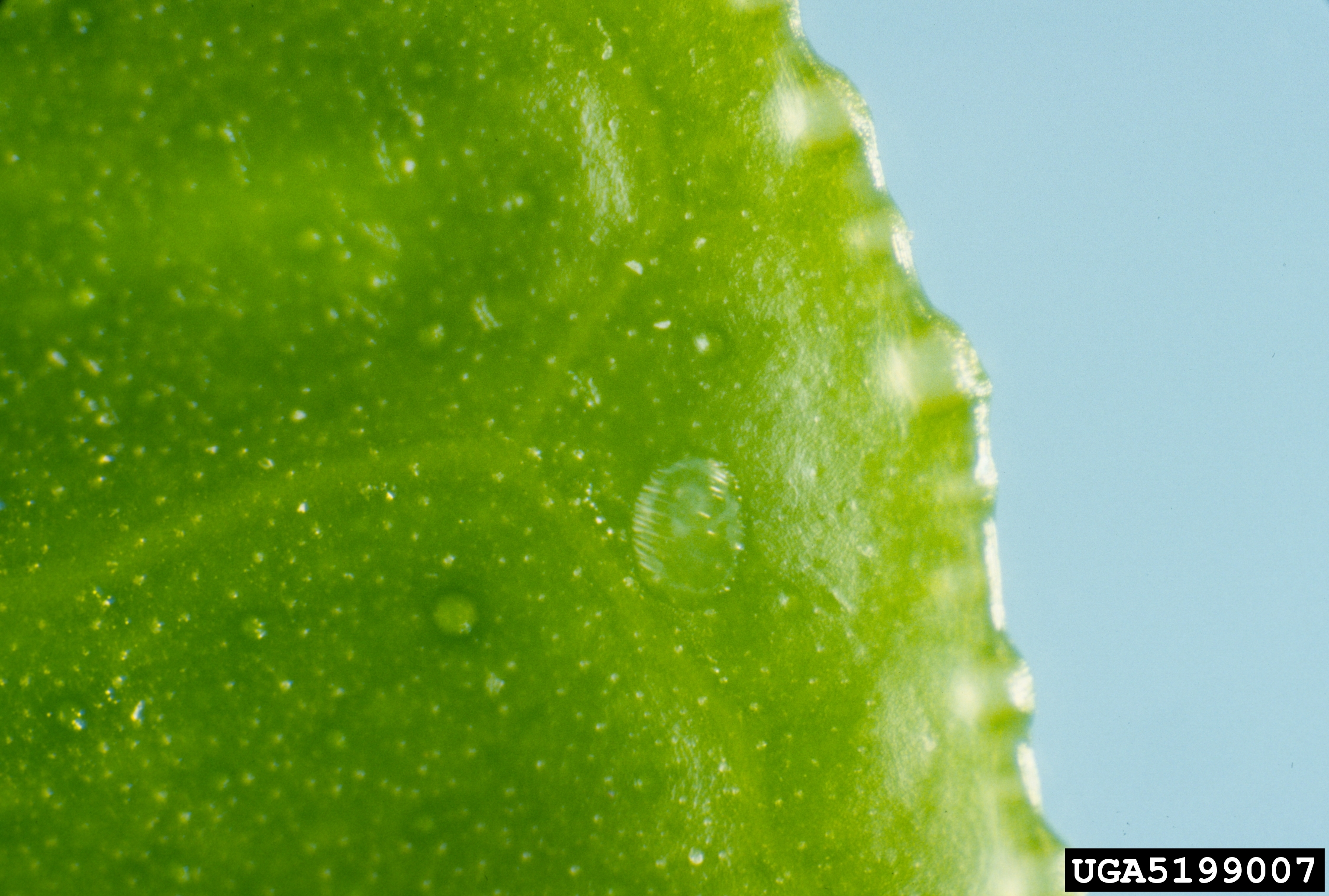